# Главы Железногорска
В данной статье представлен список глав города Железногорска Курской области с 1963 года по настоящее время. 1 февраля 1963 года Железногорск был отнесен к категории городов областного подчинения. В это же время был назначен первый председатель горисполкома. В 1991 году вместо председателя горисполкома была учреждена должность главы города Железногорска.

## Председатели горисполкома
| № | Фотография | Председатель горисполкома                                   | Начало полномочий | Окончание полномочий |
| - | ---------- | ----------------------------------------------------------- | ----------------- | -------------------- |
| 1 | —          | Гавриил Яковлевич Стариков (13 марта 1916 — 5 декабря 1971) | 1963              | 1968                 |
| 2 | —          | Григорий Васильевич Логачев                                 | 1968              | 1975                 |
| 3 | —          | Вениамин Афанасьевич Алехин                                 | 1975              | 1980                 |
| 4 | —          | Ким Алексеевич Демин                                        | 1980              | 1990                 |
| 5 | —          | Алексей Егорович Шепелев                                    | 1990              | 1991                 |

## Главы города
| № | Фотография | Глава города                                                 | Начало полномочий | Окончание полномочий |
| - | ---------- | ------------------------------------------------------------ | ----------------- | -------------------- |
| 1 | —          | Василий Васильевич Коломоец (27 ноября 1942 — 19 марта 2013) | 1991              | 1996                 |
| 2 | —          | Пётр Иванович Зерин (род. 15 мая 1950)                       | июнь 1996         | 1999                 |
| 3 |            | Александр Александрович Кичигин (род. 18 августа 1961)       | июль 1999         | октябрь 2003         |
| 4 | —          | Сергей Николаевич Биюшкин (род. 1964)                        | 2003              | 4 сентября 2007      |
| 5 | —          | Виктор Иванович Солнцев (род. 9 мая 1955)                    | декабрь 2007      | 23 сентября 2016     |
| 6 |            | Дмитрий Владимирович Котов (род. 25 июля 1973)               | 2 декабря 2016    | 13 августа 2021      |
| 7 | —          | Алексей Владимирович Карнаушко                               | 13 августа 2021   | 26 декабря 2023      |
| 8 |            | Александр Валентинович Михайлов                              | 26 декабря 2023   | в должности          |